# Saintpauliopsis lebrunii
Saintpauliopsis lebrunii là một loài thực vật có hoa trong họ Ô rô. Loài này được Staner miêu tả khoa học đầu tiên năm 1934.